# 総合企画コーポレーション

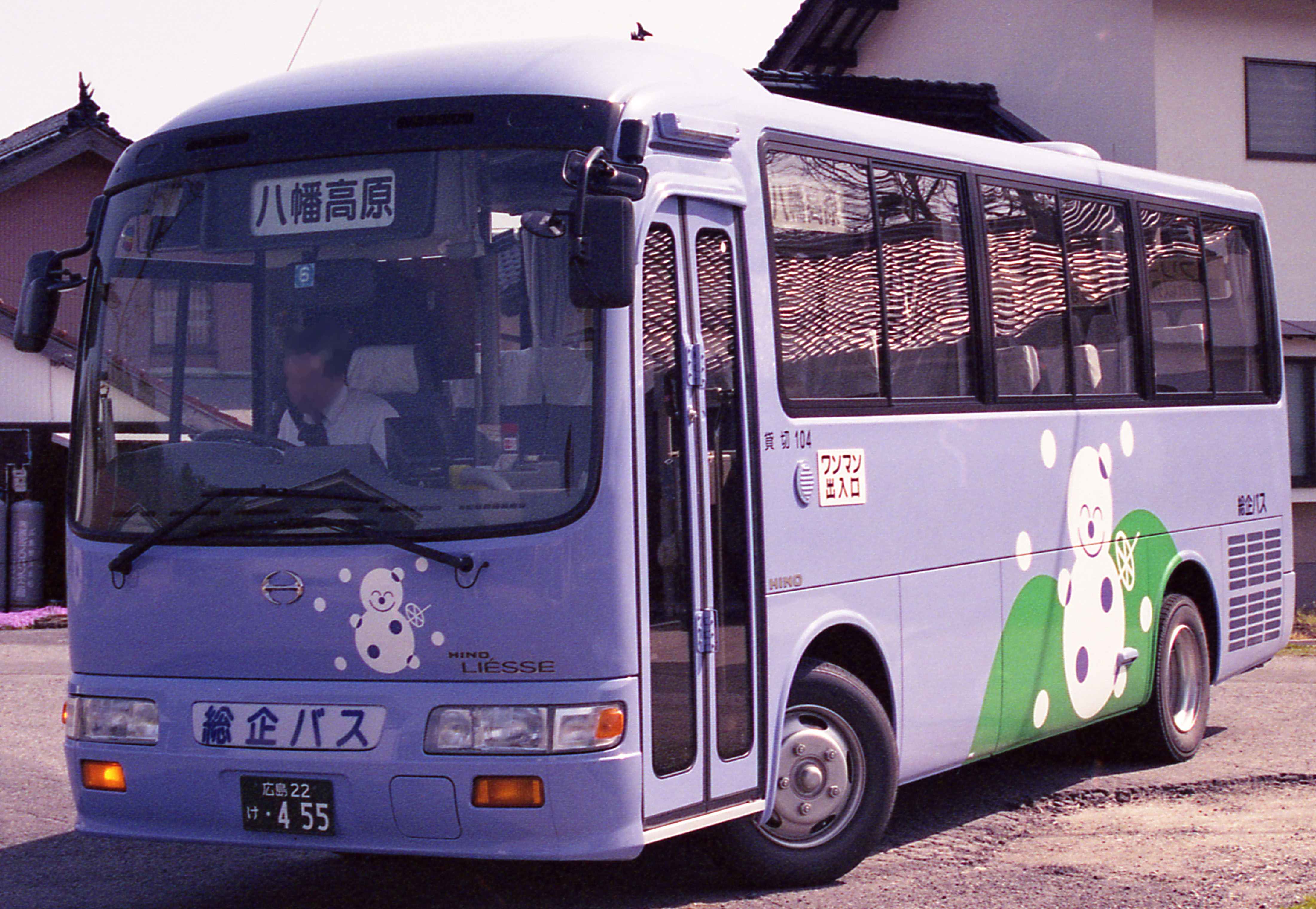
路線バスの車両（1999年）

有限会社総合企画コーポレーション（そうごうきかくコーポレーション）は、広島県山県郡北広島町川小田に本拠を持つ観光バス会社。もとは観光事業のみの営業だったが、広電バスの芸北地区路線撤退により下記路線の路線バス運営も行うようになった。
ホープバス協同組合に加盟。
葬祭業も手がけている。

## 営業所
- 本社
  - 広島県山県郡北広島町川小田315番地1
- 上荒神原車庫
  - 広島県山県郡北広島町荒神原
- 八幡車庫
  - 広島県山県郡北広島町西八幡原
- 才乙車庫
  - 広島県山県郡北広島町才乙
- 溝口車庫
  - 広島県山県郡北広島町溝口
- 広島沼田営業所
  - 広島市安佐南区伴西6丁目697

## 沿革
- 1995年5月18日 設立。
- 2005年4月1日 広電バスが運行していた上荒神原線を引き継ぎ、急行飯室芸北線の運行を開始。
- 2006年10月2日 ホープタクシー芸北（予約制定時運行型乗合タクシー）の運行を開始。
- 2020年9月11日 広島沼田営業所を開設。

## 運行路線

### 芸北地域バス
- 運賃は以下の通りとなっている。
  - 芸北地域内のみの場合は大人300円、小学生・幼児150円、大人障害者等150円、小学生・幼児障害者等80円、乳児は無料。
  - 芸北地域外にまたがる場合、または地域外のみの場合は地域界から区間制となる。
- 飯室芸北線・加計戸河内線以外は全便日曜日・祝日・お盆・年末年始運休。

#### 八幡線
- 芸北支所 - 芸北ホリスティックセンター - 上荒神原 - 雲耕 - 八幡出張所 - 八幡橋

#### 才乙線
- 芸北ホリスティックセンター - 芸北支所 - 奥中原 - 南門原 - 雲月小学校前 - 才乙

#### 溝口線
- 芸北ホリスティックセンター - 芸北支所 - 大暮口 - 美和診療所 - 溝口 - 溝口車庫

#### 芸北あき亀山線
※2022年5月6日より急行飯室芸北線（広島北IC（IC内料金所外側）発着）を芸北あき亀山線（広島北インター入口（国道沿い）・北部医療センター発着）に変更。上荒神原 - 芸北支所間は広島北インター入口・北部医療センター行きのみ運行。広島北インター入口 - 北部医療センター間は月曜・水曜・金曜のみ運行。
- （上荒神原 - 芸北ホリスティックセンター -） 芸北支所 - 大暮口 - 美和診療所 - 溝口 - 琴谷車庫 - 豊平支所 - （ノンストップ） - 瀬山 - 豊平南小学校 - 豊平病院 - 烏帽子 - 鈴張 - 森城団地中央 - 安佐営業所 - 広島北インター入口（国道沿い） （- （ノンストップ） - 北部医療センター）
  - 琴谷車庫 - 広島北インター入口（国道沿い）間は広電バス、鈴張 - 広島北インター入口（国道沿い）間は広島交通と並行運行。

#### 加計戸河内線
- 上荒神原 - 芸北支所 - 下細見 - 温井 - 加計中央 - 木坂 - 加計病院 - 上堀 - 上殿中央 - 戸河内ICバスセンター
  - 上荒神原 - 戸河内ICバスセンター間は石見交通（新広浜線）、丁川（よろかわ） - 戸河内ICバスセンター間は広電バスと並行運行。

#### 千代田芸北・金城線
新広浜線廃止後、国道186号で県境越えする唯一のバスとなった。小国橋 - 上荒神原間は朝夜のみの運行。日祝、お盆、年末年始は運休。
※2020年4月1日より朝夜の芸北支所～小国橋はデマンド運行に変更。朝の北広島病院行と夜の北広島病院発で予約がない場合上荒神原発着になる。
- 小国橋 - 波佐 - 上荒神原 - 芸北支所 - 下細見 - 大暮口 - 溝口 - 志路原 - 千代田インター - 北広島病院

### ホープタクシー芸北（乗合タクシー）
- ホープタクシーは乗合タクシーであるが、法律上は一般乗用旅客自動車運送事業（タクシー）ではなく、一般乗合旅客自動車運送事業（乗合バス）として扱われる。
- 利用の際は予約センターへの電話予約が必要となる。
- 運賃は大人500円、小学生・幼児250円、乳児は無料。
  - 他路線への乗り継ぎの場合は大人200円、小学生・幼児100円を加算。
- 全便日曜日・祝日・お盆・年末年始運休。

#### 美和エリア
- 溝口線
  - 芸北ホリスティックセンター - 芸北支所 - 板村 - 長沢 - 下細見 - 大暮口 - 小原 - 米沢 - 美和診療所 - 高野 - 溝口 - 溝口車庫

#### 八幡・雄鹿原・中野エリア
- 橋山・松原線
  - 板村 - 長沢 - 下細見 - 芸北支所 - 芸北ホリスティックセンター - 中祖 - 橋山 - 松原郵便局
- 雲月線
  - 板村 - 長沢 - 下細見 - 芸北支所 - 芸北ホリスティックセンター - 雲月小学校前 - 才乙
- 八幡線
  - 板村 - 長沢 - 下細見 - 芸北支所 - 芸北ホリスティックセンター - 中祖 - 雲耕 - 八幡出張所 - 八幡橋

## 貸切バス
- 日野自動車とトヨタ自動車製を保有。
- 貸切バスはホープバス協同組合加盟各社で共同配車を行っている。大型バスのボディデザインは「HOPE LINER」カラーを採用するが、一部車両は中型車両に準じた自社カラーが採用されている。